# Padria
Padria – miejscowość i gmina we Włoszech, w regionie Sardynia, w prowincji Sassari.
Według danych na rok 2004 gminę zamieszkiwało 836 osób, 17,4 os./km². Graniczy z Bosa, Cossoine, Mara, Monteleone Rocca Doria, Montresta, Pozzomaggiore, Romana i Villanova Monteleone.